# Troglohyphantes scientificus
Troglohyphantes scientificus is een spinnensoort in de taxonomische indeling van de hangmatspinnen (Linyphiidae).
Het dier behoort tot het geslacht Troglohyphantes. Het is een grottensoort; de typelocatie is de Grotte Nuova de Villanova nabij Udine. De wetenschappelijke naam van de soort werd voor het eerst geldig gepubliceerd in 1978 door Christa L. Deeleman-Reinhold. De naam scientificus refereert aan de plaats waar de soort werd ontdekt, een grotkamer die vroeger was gebruikt als laboratoriumruimte.